# Monoculturaliteit
Monoculturaliteit is de term die gebruikt wordt wanneer er binnen een volk, natie of regio sprake is van één, duidelijke leidende cultuur.
De meeste landen in Oost-Europa, Afrika en Azië zijn monocultureel, al zijn veel Afrikaanse en Aziatische landen dit enkel op regionaal niveau, dit omdat veel van de grenzen nog stammen uit de tijd van het Europees kolonialisme en grotendeels arbitrair getrokken zijn en dus geen rekening houden met culturele affiniteit.
Een monocultureel land is niet per definitie cultureel geïsoleerd of afgeschermd van invloeden van andere culturen. Dit komt bijvoorbeeld duidelijk naar voren in Japan; dat hoewel het een nagenoeg monocultureel land is wel sterk verwesterd is.